# Jacques Nicolaou
Pour les articles homonymes, voir Nicolaou.
Jacques Nicolaou est un scénariste et dessinateur de bandes dessinées français né le 7 octobre 1930 à Châtenay-Malabry et mort le 30 mai 2022 à Vaux-sur-Mer,. 

## Biographie
Après quelques illustrations pour la grande presse et quelques bandes en amateur, Jacques Nicolaou débute en mars 1953 chez Vaillant, en animant des jeux dans Les aventures de Pif le chien 2e série. Mais surtout, il aura été essentiellement l’homme d’une seule bande en succédant en 1958 à Arnal sur Placid et Muzo qu’il animera (et se gardera jalousement) pendant de nombreuses années dans Vaillant, Le Journal de Pif, Pif Gadget, Dimanche Fillettes, Les Rois du Rire (1967) et surtout dans Placid et Muzo Poche sur plus de 250 numéros (1964-1993) ainsi que dans un album, Les Inventions de Placid et Muzo aux éditions du kangourou en 1974. Il a aussi œuvré, très brièvement, sur d’autres séries de Pif Gadget comme Pifou en 1969 et un épisode de Le Grêlé 7/13 avec Lécureux en 1971, sans oublier des participations au journal de jeux, la leçon de dessin, etc. En semi-retraite, il se reconvertit dans l’aquarelle, mais il continue en parallèle à faire vivre à Placid et Muzo de nouvelles aventures.